# Liste der Bodendenkmale in Schöningen
In der Liste der Bodendenkmale in Schöningen sind alle Bodendenkmale der niedersächsischen Gemeinde Schöningen aufgelistet. Die Quelle ist der Denkmalatlas Niedersachsen.

## Allgemein
In den Spalten finden sich folgende Informationen des Bodendenkmales :
- Lage        : geographischen Koordinaten
- Bezeichnung : Bezeichnung lt. Denkmalatlas
- Beschreibung: Beschreibung lt. Denkmalatlas
- ID          : Objekt-ID
- Bild        : Bild, ggf. zusätzlich mit Link zu weiteren Fotos im Medienarchiv Wikimedia Commons.

## Esbeck
| Lage                        | Bezeichnung                                  | Beschreibung                                                                                      | ID       | Bild |
| --------------------------- | -------------------------------------------- | ------------------------------------------------------------------------------------------------- | -------- | ---- |
| 52° 10′ 4″ N, 10° 58′ 15″ O | Esbeck 1, Siedlung Nachtwiesenberg, Im Nappe | Eine im 6. Jahrtausend v. Chr. errichtete Befestigungs- und linienbandkeramische Siedlungsanlage. | 28993468 | BW   |

## Schöningen
| Lage                        | Bezeichnung              | Beschreibung | ID       | Bild |
| --------------------------- | ------------------------ | --- | -------- | ---- |
| 52° 8′ 18″ N, 10° 57′ 53″ O | Schöningen 1, Stadtwall  | Im Stadtgebiet, südl. des Schlosses, in der Parkanlage „Wallgarten“ (nördl. Ausläufer als Terrassierung in Privatgrundstück hineinreichend) Reste der mittelalterlichen Stadtbefestigung. Der L-förmige Rest der Südweststrecke beträgt 120 m in nord-südlicher Ausdehnung und 80 m in ost-westlicher Ausdehnung. Er besteht aus einer äußeren Mauer, einem Graben, Wall, einem inneren Graben und einer inneren Mauer. Innere Mauer: Br. 1,15 m (oben) – 1,4 m (unten); H. ca. 3 m. T. des inneren Grabens ca. 2,4 m. H. der Wallkrone ca. 5,4 m (über der Sohle des Innengrabens). Äußere Mauer: H. ca. 3,3 m; Br. ca. 0,6 m. Die Wallkrone ist im Knickpunkt zu einer Bastion erweitert. | 28971476 |      |
| 52° 8′ 43″ N, 10° 58′ 1″ O  | Schöningen 3, Steinkreuz | An der Clus-Kirche, vor der SO-Ecke des Kirchturms steht ein Kreuzstein.H. 108,5 m, Arml. 0,62 m, St. 0,195 m, Schaftbr. unten 0,47 m, Schaftbr. oben 0,26 m. Die ursprüngliche Vorderseite, dem Kirchturm zugewandt, ist etwa zu 40 % beschädigt. Schrift und eingespritzte Abbildung sind zwar vorhanden, infolge der Beschädigung und wegen der Aufstellung mit der Schauseite dicht vor dem Turm nicht erkennbar. Eine Grabung 1938 „verlief ergebnislos“. Möglicherweise stand das Kreuz ursprünglich an anderer Stelle in der Nähe der Clus. | 28971477 | BW   |
| 52° 8′ 43″ N, 10° 58′ 1″ O  | Schöningen 4, Steinkreuz | An der Clus-Kirche, vor der NO-Ecke des Kirchturms steht ein Kreuzstein. H. 0,85 m, Arml. 0,64 m, Schaftbr. 0,34 m, St. 0,185 m. Auf der Vorderseite sind Reste einer Verzierung zu erkennen, aber nicht mehr zu lesen. Möglicherweise stand das Kreuz ursprünglich an anderer Stelle in der Nähe der Clus. | 28971474 | BW   |